# 「ちひろの生まれた家」記念館
「ちひろの生まれた家」記念館（ちひろのうまれたいえきねんかん）は、1918年（大正7年）12月15日に絵本画家のいわさきちひろが生まれた町家を改修し、一般公開している福井県越前市の施設である。

## 概要
いわさきちひろの母の岩崎文江は、奈良女子高等師範学校（現・奈良女子大学）を1913年（大正2年）に卒業し、福井県南条郡武生町（現・越前市）の武生町立武生実科高等女学校（現・福井県立武生高等学校）に赴任した。
1918年（大正7年）3月に陸軍の建築技師の倉科正勝と結婚後、単身赴任で武生にて勤務を続けていたが、5月に懐妊が判明、10月に出産準備として、学校近くの商家（質・古着商）の離れを借り、雪の降る12月15日朝にちひろを出産した。なお、正勝は11月から翌年の2月まで、軍属としてシベリアに出征しており、ちひろ誕生時には不在であった。
1919年（大正8年）3月、文江は武生の女学校を退職、4月に東京へ転居し、親子3人で暮らし始めた。このように、ちひろは誕生地に100日余しか滞在しておらず、長い間、その場所が不明であったが、地元高校教諭の調査により、先の商家であることが判明した。
この建物を市民有志の「いわさきちひろ生誕の地顕彰会」が購入し、2004年（平成16年）10月に記念館として開館したが、資金面から運営が難しくなり、2013年（平成25年）には一旦休館となった。その後、越前市観光協会が管理を引き受け、2014年（平成26年）4月から運営を再開した。

## 展示
- 大正時代の町家をイメージした復元。
- ちひろの東京の自宅アトリエの再現。
- 絵本ライブラリー（ちひろの絵本、関連書籍）
- ギャラリー（ちひろ美術館と連携した企画展など）
- ミニシアター

## 利用情報
- 開館時間：10時 - 16時
- 休館日：毎週火曜（祝日の場合は翌日）、年末年始休館

## 交通アクセス
- ハピラインふくい線武生駅から徒歩約10分。
- 福井鉄道福武線たけふ新駅から徒歩約15分。

## 周辺
- 武生公会堂記念館 - 国の登録有形文化財、1929年（昭和4年）に完成。
- 武生中央公園 - 総合運動公園、毎年10-11月に「たけふ菊人形」が開催。